# Cưỡi ngựa tại Thế vận hội Mùa hè 1956
Nội dung Cưỡi ngựa tại Thế vận hội Mùa hè 1956 được diễn ra tại Stockholm do quy định kiểm dịch của Úc bao gồm Biểu diễn, Mã thuật tổng hợp và Nhảy ngựa. Cả ba nội dung gồm cả cá nhân và đồng đội. Giải đấu được diễn ra từ ngày 11 tới 17 tháng 6 năm 1956. Có 159 vận động viên từ 29 quốc gia: Ai Cập, Anh Quốc, Argentina, Áo, Bỉ, Brazil, Bulgaria, Campuchia, Canada, Đan Mạch, Cộng hòa Liên Bang Đức, Phần Lan, Pháp, Hungary, Hoa Kỳ, Ireland, Ý, Nhật Bản, Hà Lan, Na Uy, Bồ Đào Nha, Romania, Liên Xô, Tây Ban Nha, Thụy Điển, Thụy Sĩ, Thổ Nhĩ Kỳ, Úc, và Venezuela. Đây là lần đầu tiên Úc, Campuchia và Venezuela tại nội dung cưỡi ngựa.
Mặc dù Melbourne được trao quyền tổ chức Thế vận hội 1956, Úc có sáu tháng kiểm dịch trước khi giao hàng nghiêm ngặt về ngựa. Trong một cuộc gặp năm 1953 Chính quyền liên bang Úc quyết định không thay đổi luật kiểm dịch cho ngựa Thế vận hội. Vì thế, môn cưỡi ngựa sẽ không được tổ chức ở Úc. Năm 1954, IOC lựa chọn Stockholm, Thụy Điển làm địa điểm thay thế tổ chức nội dung cưỡi ngựa. Do đó, nội dung cưỡi ngựa không chỉ tách ra khỏi một thành phố một quốc gia mà còn là lục địa và được diễn ra vào tháng Sáu (mùa hè ở bắc bán cầu) và các môn khác diễn ra vào tháng 11 (cuối xuân ở nam bán cầu).

## Huy chương
| Nội dung                   | Vàng | Bạc | Đồng                                                                                                  |
| -------------------------- | --- | --- | --- |
| Biểu diễn cá nhân          | Henri Saint Cyr và Juli (SWE)                                                                                                 | Lis Hartel và Jubilee (DEN) | Liselott Linsenhoff và Adular (EUA)                                                                   |
| Biểu diễn đồng đội         | Thụy Điển (SWE) · Henri Saint Cyr và Juli · Gehnäll Persson và Knaust · Gustaf Adolf Boltenstern, Jr. và Krest                | Đoàn thể thao Đức thống nhất (EUA) · Liselott Linsenhoff và Adular · Hannelore Weygand và Perkunos · Anneliese Küppers và Afrika | Thụy Sĩ (SUI) · Gottfried Trachsel và Kursus · Henri Chammartin và Wöhler · Gustav Fischer và Vasello |
| Mã thuật tổng hợp cá nhân  | Petrus Kastenman và Iluster (SWE)                                                                                             | August Lütke-Westhues và Trux von Kamax (EUA)                                                                                    | Francis Weldon và Kilbarry (GBR)                                                                      |
| Mã thuật tổng hợp đồng đội | Anh Quốc (GBR) · Francis Weldon và Kilbarry · Arthur Rook và Wild Venture · Bertie Hill và Countryman III                     | Đoàn thể thao Đức thống nhất (EUA) · August Lütke-Westhues và Trux von Kamax · Otto Rothe và Sissi · Klaus Wagner và Prinzeß     | Canada (CAN) · John Rumble và Cilroy · Jim Elder và Colleen · Brian Herbinson và Tara                 |
| Nhảy ngựa cá nhân          | Hans Günter Winkler và Halla (EUA)                                                                                            | Raimondo D'Inzeo và Merano (ITA)                                                                                                 | Piero D'Inzeo và Uruguay (ITA)                                                                        |
| Nhảy ngựa đồng đội         | Đoàn thể thao Đức thống nhất (EUA) · Hans Günter Winkler và Halla · Fritz Thiedemann và Meteor · Alfons Lütke-Westhues và Ala | Ý (ITA) · Raimondo D'Inzeo và Merano · Piero D'Inzeo và Uruguay · Salvatore Oppes và Pagoro                                      | Anh Quốc (GBR) · Wilfred White và Nizefela · Pat Smythe và Flanagan · Peter Robeson và Scorchin       |

## Quốc gia tham dự
Có tổng cộng 29 quốc gia tham dự tại Stockholm.  
| - Argentina - Úc - Áo - Bỉ - Brasil - Bulgaria - Campuchia - Canada - Đan Mạch - Ai Cập |  | - Phần Lan - Pháp - Anh Quốc - Đoàn thể thao Đức thống nhất - Hungary - Ireland - Ý - Nhật Bản - Hà Lan |  | - Na Uy - Bồ Đào Nha - România - Liên Xô - Tây Ban Nha - Thụy Điển - Thụy Sĩ - Thổ Nhĩ Kỳ - Hoa Kỳ - Venezuela |

Năm quốc gia tham dự tại nội dung đua ngựa tại Stockholm, nhưng không tham dự Thế vận hội tại Melbourne:
- Campuchia
- Ai Cập
- Hà Lan
- Tây Ban Nha
- Thụy Sĩ

Ai Cập không tham dự tại do khủng hoảng Kênh đào Suez, trong đó Hà Lan, Tây Ban Nha và Thụy Sĩ tẩy chay sự kiện để phản đối việc Liên Xô tiến đánh Hungary.

## Bảng xếp hạng huy chương
| 1 | Thụy Điển (SWE)                    | 3 | 0 | 0 | 3 |
| 2 | Đoàn thể thao Đức thống nhất (EUA) | 2 | 3 | 1 | 6 |
| 3 | Anh Quốc (GBR)                     | 1 | 0 | 2 | 3 |
| 4 | Ý (ITA)                            | 0 | 2 | 1 | 3 |
| 5 | Đan Mạch (DEN)                     | 0 | 1 | 0 | 1 |
| 6 | Thụy Sĩ (SUI)                      | 0 | 0 | 1 | 1 |
| 6 | Canada (CAN)                       | 0 | 0 | 1 | 1 |

Ghi chú
  *   Chủ nhà (Thụy Điển)